# Farm Frites
Farm Frites est une société agroalimentaire néerlandaise, spécialisée dans la transformation industrielle de pommes de terre en différents produits dérivés, qui a son siège à Oudenhoorn (Hollande-Méridionale). Cette entreprise familiale fondée en 1971 est l'un des quatre premiers groupes mondiaux du secteur de la pomme de terre transformée et le deuxième en Europe. Elle traite environ 1,3 million de tonnes de pommes de terre dans huit usines et emploie 1800 salariés. Sa clientèle est essentiellement la restauration hors-foyer.
Les sites de production se trouvent à Oudenhoorn aux Pays-Bas, Lommel et Saint-Trond en Belgique, Montigny-le-Roi en France, Lębork en Pologne, Le Caire en Égypte et Munro en Argentine.
La gamme des produits comprend principalement des produits surgelés : frites, spécialités (telles que pommes duchesse, gaufres, quartiers, gratin dauphinois) et purée, ainsi que des produits de quatrième gamme (pommes vapeur pasteurisées conditionnées sous vide). 
En 1996, Farm Frites a racheté au groupe Unilever son usine de Montigny-le-Roi dans la Haute-Marne. En 2009, elle décide de ferme la ligne de production de frites, ne conservant que la ligne de déshydratation et supprime 53 postes de travail sur 70 au total.
Farm Frites a conclu en 1999, une alliance stratégique internationale avec Simplot, premier groupe américain du secteur. L'alliance, qui contrôle un quart des capacités mondiales de transformation de la pomme de terre, vise à permettre aux deux partenaires, qui restent indépendants, d'étendre leur activité dans de nouveaux territoires.